# Santhalupproret
Santhalupproret var ett indiskt uppror mot den brittiska övermakten bland adivasifolket santal. Upproret pågick från juli 1855 till maj 1856 då det slogs ned av trupper lojala mot den brittiska kolonialmakten. 

## Bakgrund
Bakgrunden till upproret var santalfolkets missnöje med korruption, ocker och orättvisor i Zamindarisystemet. Santalerna drevs av britterna bort från sina marker till Rajmahal-regionen. Efter en period började britterna och zamindari ställa ökade krav även i santalernas nya region. Santalerna hamnade under ekonomiska bördor och skulder och kände sig utnyttjade. Santalerna blev alltmer rebelliska och planer började växa fram på att anfalla den tydligaste symbolen för myndigheterna - den brittiska kolonialmakten.

## Upproret
Den 30 juni 1855 mobiliserade två santalledare, bröderna Sidhu och Kanhu Murmu, tiotusen santaler och förklarade uppror mot britterna. Santalerna hade inledningsvis en del framgångar i gerillakrigföring med pilbågar, men snart hittade britterna motmedel. De tvingade ut santalerna på öppen mark. Ett avgörande slag inleddes där britterna förfogade över moderna skjutvapen och stridselefanter. Officerarna beordrade eld, som avlossades men utan riktiga kulor. Detta var en krigslist som santalerna inte kunde genomskåda, de stormade till fullt anfall, varvid britterna laddade med riktiga kulor och santalernas anfall förintades.
Efter upproret plundrades santalernas byar av britterna. Upproret firas än idag bland santalerna, då de tusentals martyrer som offrade sina liv hedras.